# Unforgiven 2001
Unforgiven 2001 è stata la quarta edizione dell'omonimo evento in pay-per-view, prodotto dalla World Wrestling Federation. L'evento si è svolto il 23 settembre 2001 alla Mellon Arena di Pittsburgh. La tagline dell'evento è stata The Greatest of Battles Are Fought from Within.

## Risultati
| #    | Incontri                                                                                                  | Stipulazioni                                                   | Durata |
| ---- | --- | -------------------------------------------------------------- | ------ |
| Heat | Billy Gunn ha sconfitto Tommy Dreamer                                                                     | Single match                                                   | 03:12  |
| 1    | The Dudley Boyz (c) hanno sconfitto Big Show e Spike Dudley, The Hardy Boyz e The Hurricane e Lance Storm | Fatal four-way tag team match per il WWF Tag Team Championship | 14:21  |
| 2    | Perry Saturn ha sconfitto Raven (con Terri Runnels)                                                       | Single match                                                   | 05:07  |
| 3    | Christian ha sconfitto Edge (c)                                                                           | Single match per il WWF Intercontinental Championship          | 11:53  |
| 4    | Kane e The Undertaker) (c) hanno sconfitto Brian Adams e Bryan Clark                                      | Tag team match per il WCW Tag Team Championship                | 10:22  |
| 5    | Rob Van Dam (c) ha sconfitto Chris Jericho                                                                | Hardcore match per il WWF Hardcore Championship                | 16:33  |
| 6    | The Rock (c) ha sconfitto Booker T e Shane McMahon                                                        | Two-on-one handicap match per il WCW Championship              | 15:23  |
| 7    | Rhyno ha sconfitto Tajiri (c) (con Torrie Wilson)                                                         | Single match per il WCW United States Championship             | 04:50  |
| 8    | Kurt Angle ha sconfitto Steve Austin (c)                                                                  | Single match per il WWF Championship                           | 23:12  |